# Cedar Mountain (Grand-Canyon-Nationalpark, Arizona)
Der Cedar Mountain ist ein Tafelberg am Rande des Grand-Canyon-Nationalparks im Coconino County des US-amerikanischen Bundesstaates Arizona. Er ist 2146 Meter hoch.
Der Cedar Mountain liegt zwischen Grand Canyon Village und Tuba City. Der Colorado River ist etwa acht Kilometer entfernt, die Arizona State Route 64 etwa fünf Kilometer.